# ما هو مدى حبك (أغنية)
«ما هو مدى حبك» (بالإنجليزية: How Deep Is Your Love)‏ هي أغنية بوب كتبها وسجلت من قبل بي جيز في عام 1977 وتم إصدارها كأغنية فردية في سبتمبر من ذلك العام. تم استخدامه في النهاية كجزء من الموسيقى التصويرية لفيلم حمى ليلة السبت . كانت النتيجة رقم ثلاثة في المملكة المتحدة وأستراليا. في الولايات المتحدة، تصدرت بيلبورد هوت 100 في 25 ديسمبر 1977 (لتصبح أول أغنية من ست مرات متتالية رقم واحد في الولايات المتحدة)، وأنهت فترة 10 أسابيع من أغنية ديبي بون «لقد انرت حياتي» وبقيت في الأعلى 10 لمدة 17 أسبوعًا، وهي أول أغنية تقضي أكثر من 17 أسبوعًا في المراكز العشرة الأولى منذ أغنية التوست لـ المدقق السمين. كانت أيضًا أطول أغنية كانت ضمن المراكز العشرة الأولى في جولة واحدة. سيحتفظ بالرقم القياسي حتى «نهاية الطريق» بقلم بويز II مين. أمضت الأغنية الفردية 19 أسبوعًا في المراكز العشرة الأولى بعد أن سمح إدخال Nielsen Soundscan في عام 1991 للأفراد بتحقيق فترات أطول على المخططات. أمضت ستة أسابيع على قمة الرسم البياني المعاصر للبالغين في الولايات المتحدة. وهي مدرجة في رقم 22 على لوحة الصورة كل الوقت أعلى 100. جنبا إلى جنب مع «البقاء على قيد الحياة» و «حمى الليل»، هو أحد الأغاني الثلاثة للمجموعة في القائمة. تمت تغطية الأغنية بواسطة تيك ذات لألبومهم Greatest Hits لعام 1996، حيث وصل إلى رقم 1 على مخطط الفردي في المملكة المتحدة لمدة ثلاثة أسابيع.
«كيف هو الحب العميق الخاص بك» في المرتبة رقم 375 على رولينج ستون قائمة الصورة من 500 أعظم أغاني في كل العصور. في برنامج تلفزيوني بريطاني خاص تم عرضه في ديسمبر 2011، تم التصويت عليه لأغنية بي جيز المفضلة للأمة من قبل مشاهدي قناة ITV. خلال مقابلة مجلة بيلبورد بي جيز لعام 2001 ، ورد أن باري قال أن هذه كانت أغنية بي جيز المفضلة لديه.

## شؤون الموظفين
بي جيز
- باري جيب - الغيتار والغناء
- روبن جيب - غناء
- موريس جيب - جيتار باس، غناء

موسيقيون إضافيون
- آلان كيندال - جيتار
- دينيس بريون - طبول
- بلو ويفر - لوحات المفاتيح، بيانو كهربائي فيندر رودس
- واد ماركوس - ترتيبات سلسلة

اصطلاحي
- كارل ريتشاردسون - الهندسة
- ميشيل ماري - مساعد هندسي

## روابط خارجية
- كلمات الأغنية الكاملة على مترولايركس